# 広島県道248号野呂山公園線
広島県道248号野呂山公園線（ひろしまけんどう248ごう のろさんこうえんせん）は、広島県呉市を通る一般県道である。

## 概要
呉市の野呂山から国道185号交点に至る。呉市の野呂山（標高839 m）へ登山する観光道路で、かつてはさざなみスカイラインという有料道路だったが、1983年（昭和58年）4月に無料化された。無料化後も、「さざなみスカイライン」の名称は通称として使用されており、他に「野呂山スカイライン」、「野呂山（有料）道路」とも呼ばれている。

### 路線データ
- 起点：呉市川尻町板休（野呂山ロータリー前）
- 終点：呉市川尻町西2丁目（野呂山公園入口交差点、国道185号交点）
- 総延長：約10.5 km

## 歴史
- 1968年（昭和43年）7月1日 - 開通
- 1983年（昭和58年）4月1日 - 無料化

## 路線状況
わずか10 km少々で約740 m登るため急勾配と急カーブが続く。また冬は積雪や凍結にも留意する必要がある。

### 通称
- さざなみスカイライン

## 地理
瀬戸内海に面する位置にあるが、道路からは瀬戸内海を望む場所は少ない。瀬戸内海国立公園内にある野呂山頂上付近にある兜岩展望台からは、大小の島々が浮かぶ瀬戸内海が一望できる。沿道に桜が植わっており、春は桜のトンネルとなる名所で知られている。

### 通過する自治体
- 呉市

### 交差する道路
| 交差する道路 | 交差する場所  | 交差する場所                |
| ------------ | ------------- | --------------------------- |
| 国道185号    | 川尻町西2丁目 | 野呂山公園入口交差点 / 終点 |

### 交差する鉄道
- 呉線

### 沿線
- 野呂山
  - ハチマキ展望台
  - かぶと岩展望台
  - 星降る展望台
  - 筆づくり資料館
  - 野呂山ビジターセンター
  - 岩海遊歩道
  - 野呂高原ロッジ
  - 絵のある休憩室～芸術村ギャラリー～
- JR西日本呉線 安芸川尻駅